# Osterhofen
Osterhofen je město v německé spolkové zemi Bavorsko, v zemském okrese Deggendorf ve vládním obvodu Dolní Bavorsko.
V roce 2012 zde žilo 11 334 obyvatel.